# 4525 Джонбауер
4525 Джонбауер (4525 Johnbauer) — астероїд головного поясу, відкритий 15 травня 1982 року.
Тіссеранів параметр щодо Юпітера — 3,362.